# Trichogramma zahiri
Trichogramma zahiri är en stekelart som beskrevs av Andrew Polaszek 2002. Trichogramma zahiri ingår i släktet Trichogramma och familjen hårstrimsteklar.
Artens utbredningsområde är Bangladesh. Inga underarter finns listade i Catalogue of Life.